# Boremel, Demîdivka
Boremel (în ucraineană Боремель) este localitatea de reședință a comunei Boremel din raionul Demîdivka, regiunea Rivne, Ucraina.

## Demografie
Componența lingvistică a localității Boremel
     Ucraineană (99,09%)
     Alte limbi (0,91%)
Conform recensământului din 2001, majoritatea populației localității Boremel era vorbitoare de ucraineană (99,09%), existând în minoritate și vorbitori de alte limbi.